# Complot de Baltimore

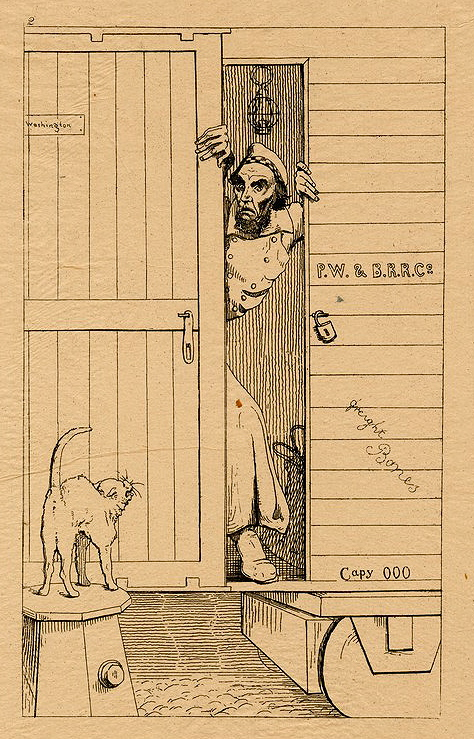
Passage Through Baltimore -
Le président élu Lincoln se cachant honteusement dans un fourgon à bestiaux
Par Adalbert John Volck, caricature publiée en 1863.

Le complot de Baltimore est un supposé complot de la fin février 1861 visant à assassiner le président des États-Unis nouvellement élu Abraham Lincoln alors qu'il est en route pour la cérémonie d'investiture.

## Histoire
Peu après son élection, nombre des représentants des États du sud firent clairement entendre que la sécession était dès lors inévitable, ce qui accrut considérablement les tensions au sein du pays. Bien que les chercheurs débattent sur la réalité de la menace, Lincoln et ses conseillers ont estimé clairement qu'il y avait une menace et ont pris des mesures pour assurer son passage en toute sécurité à Baltimore. Allan Pinkerton, fondateur de la Pinkerton National Detective Agency, a joué un rôle clé dans cette affaire en assurant la sécurité personnelle de Lincoln pendant le trajet. Le 23 février 1861, Lincoln arriva secrètement à Washington, D.C..
Tout au long de sa présidence, il essuya de nombreuses critiques pour sa prétendue lâcheté lors de la traversée de Baltimore, accusé d'avoir sacrifié son honneur au profit de sa sécurité personnelle. 

## Culture populaire
Ce complot est évoqué dans un album de Lucky Luke : Lucky Luke contre Pinkerton. 